# MPS Group Championships
Az MPS Group Championships (korábbi nevén Bausch & Lomb Championships) női tenisztorna volt a floridai Ponte Vedra Beachben 2010-ig. A versenyt 2008-ig a szintén Floridában található Amelia Islandben rendezték meg, első alkalommal 1980-ban.
A torna 2008-ig Tier II-es kategóriájú volt, 2009-től pedig az International tornák közé tartozott. Utolsó összdíjazása 220 000 dollárt tett ki. Az egyéni főtáblán harminckét játékos szerepelt, a mérkőzéseket zöld salakkal borított pályákon játszották. Az utolsó tornát a dán Caroline Wozniacki nyerte meg.

## A torna hivatalos elnevezései
- 1980–83: Murjani WTA Championships
- 1984: Lipton WTA Championships
- 1985–86: Sunkist WTA Championships
- 1987–2008: Bausch & Lomb Championships
- 2009–10: MPS Group Championships[2]

## Döntők

### Egyéni
| Év   | Győztes                 | Ellenfél a döntőben     | Eredmény a döntőben |
| ---- | ----------------------- | ----------------------- | ------------------- |
| 1980 | Martina Navratilova     | Hana Mandlíková         | 5–7, 6–3, 6–2       |
| 1981 | Chris Evert             | Martina Navratilova     | 6–0, 6–0            |
| 1982 | Chris Evert             | Andrea Jaeger           | 6–3, 6–1            |
| 1983 | Chris Evert             | Carling Bassett-Seguso  | 6–3, 2–6, 7–5       |
| 1984 | Martina Navratilova     | Chris Evert             | 6–2, 6–0            |
| 1985 | Zina Garrison           | Chris Evert             | 6–4, 6–3            |
| 1986 | Steffi Graf             | Claudia Kohde-Kilsch    | 6–4, 5–7, 7–6       |
| 1987 | Steffi Graf             | Hana Mandlíková         | 6–3, 6–4            |
| 1988 | Martina Navratilova     | Gabriela Sabatini       | 6–0, 6–2            |
| 1989 | Gabriela Sabatini       | Steffi Graf             | 3–6, 6–3, 7–5       |
| 1990 | Steffi Graf             | Arantxa Sánchez Vicario | 6–1, 6–0            |
| 1991 | Gabriela Sabatini       | Steffi Graf             | 7–5, 7–6            |
| 1992 | Gabriela Sabatini       | Steffi Graf             | 6–2, 1–6, 6–3       |
| 1993 | Arantxa Sánchez Vicario | Gabriela Sabatini       | 6–2, 5–7, 6–2       |
| 1994 | Arantxa Sánchez Vicario | Gabriela Sabatini       | 6–1, 6–4            |
| 1995 | Conchita Martínez       | Gabriela Sabatini       | 6–1, 6–4            |
| 1996 | Irina Spîrlea           | Mary Pierce             | 6–7, 6–4, 6–3       |
| 1997 | Lindsay Davenport       | Mary Pierce             | 6–2, 6–3            |
| 1998 | Mary Pierce             | Conchita Martínez       | 6–7(8), 6–0, 6–2    |
| 1999 | Szeles Mónika           | Ruxandra Dragomir       | 6–2, 6–3            |
| 2000 | Szeles Mónika           | Conchita Martínez       | 6–3, 6–2            |
| 2001 | Amélie Mauresmo         | Amanda Coetzer          | 6–4, 7–5            |
| 2002 | Venus Williams          | Justine Henin           | 2–6, 7–5, 7–6(5)    |
| 2003 | Jelena Gyementyjeva     | Lindsay Davenport       | 4–6, 7–5, 6–3       |
| 2004 | Lindsay Davenport       | Amélie Mauresmo         | 6–4, 6–4            |
| 2005 | Lindsay Davenport       | Silvia Farina Elia      | 7–5, 7–5            |
| 2006 | Nagyja Petrova          | Francesca Schiavone     | 6–4, 6–4            |
| 2007 | Tatiana Golovin         | Nagyja Petrova          | 6–2, 6–1            |
| 2008 | Marija Sarapova         | Dominika Cibulková      | 7–6(7), 6–3         |
| 2009 | Caroline Wozniacki      | Aleksandra Wozniak      | 6–1, 6–2            |
| 2010 | Caroline Wozniacki      | Volha Havarcova         | 6–2, 7–5            |

### Páros
| Év   | Győztesek                                  | Ellenfelek a döntőben                          | Eredmény a döntőben |
| ---- | ------------------------------------------ | ---------------------------------------------- | ------------------- |
| 1980 | Rosemary Casals Ilana Kloss                | Kathy Jordan Pam Shriver                       | 7–6, 7–6            |
| 1981 | Kathy Jordan Anne Smith                    | Joanne Russell Pam Shriver                     | 6–3, 5–7, 7–6       |
| 1982 | Leslie Allen Mima Jaušovec                 | Barbara Potter Sharon Walsh                    | 6–1, 7–5            |
| 1983 | Candy Reynolds Rosalyn Fairbank            | Virginia Ruzici Hana Mandlíková                | 6–4, 6–2            |
| 1984 | Kathy Jordan Anne Smith                    | Anne Hobbs Mima Jaušovec                       | 6–4, 4–6, 6–4       |
| 1985 | Rosalyn Fairbank Hana Mandlíková           | Carling Bassett-Seguso Chris Evert             | 6–1, 2–6, 6–2       |
| 1986 | Claudia Kohde-Kilsch Helena Suková         | Gabriela Sabatini Catherine Tanvier            | 6–2, 5–7, 7–6       |
| 1987 | Steffi Graf Gabriela Sabatini              | Hana Mandlíková Wendy Turnbull                 | 3–6, 6–3, 7–5       |
| 1988 | Zina Garrison Eva Pfaff                    | Katrina Adams Penny Barg-Mager                 | 4–6, 6–2, 7–6       |
| 1989 | Larisza Szavcsenko Natallja Zverava        | Martina Navratilova Pam Shriver                | 7–6, 2–6, 6–1       |
| 1990 | Mercedes Paz Arantxa Sánchez Vicario       | Regina Kordová Temesvári Andrea                | 7–6, 6–4            |
| 1991 | Arantxa Sánchez Vicario Helena Suková      | Mercedes Paz Natallja Zverava                  | 4–6, 6–2, 6–2       |
| 1992 | Arantxa Sánchez Vicario Natallja Zverava   | Zina Garrison Jana Novotná                     | 6–1, 6–0            |
| 1993 | Manuela Maleeva-Fragniere Leila Meszhi     | Amanda Coetzer Inés Gorrochategui              | 3–6, 6–3, 6–4       |
| 1994 | Larisa Neiland Arantxa Sánchez Vicario     | Amanda Coetzer Inés Gorrochategui              | 6–2, 6–7, 6–4       |
| 1995 | Amanda Coetzer Inés Gorrochategui          | Nicole Arendt Manon Bollegraf                  | 6–2, 3–6, 6–2       |
| 1996 | Chanda Rubin Arantxa Sánchez Vicario       | Meredith McGrath Larisa Neiland                | 6–1, 6–1            |
| 1997 | Lindsay Davenport Jana Novotná             | Nicole Arendt Manon Bollegraf                  | 6–3, 6–0            |
| 1998 | Sandra Cacic Mary Pierce                   | Barbara Schett Patty Schnyder                  | 7–6, 4–6, 7–6       |
| 1999 | Conchita Martínez Patricia Tarabini        | Lisa Raymond Rennae Stubbs                     | 7–5, 0–6, 6–4       |
| 2000 | Elmaradt.                                  | Elmaradt.                                      | Elmaradt.           |
| 2001 | Conchita Martínez Patricia Tarabini        | Martina Navratilova Arantxa Sánchez Vicario    | 6–4, 6–2            |
| 2002 | Daniela Hantuchová Arantxa Sánchez Vicario | María Emilia Salerni Åsa Svensson              | 6–4, 6–2            |
| 2003 | Lindsay Davenport Lisa Raymond             | Virginia Ruano Pascual Paola Suárez            | 7–5, 6–2            |
| 2004 | Nagyja Petrova Meghann Shaughnessy         | Myriam Casanova Alicia Molik                   | 3–6, 6–2, 7–5       |
| 2005 | Bryanne Stewart Samantha Stosur            | Květa Peschke Patty Schnyder                   | 6–4, 6–2            |
| 2006 | Aszagoe Sinobu Katarina Srebotnik          | Liezel Huber Szánija Mirza                     | 6–2, 6–4            |
| 2007 | Mara Santangelo Katarina Srebotnik         | Anabel Medina Garrigues Virginia Ruano Pascual | 6–3, 7–6(4)         |
| 2008 | Bethanie Mattek-Sands Vladimíra Uhlířová   | Viktorija Azaranka Jelena Vesznyina            | 6–3, 6–1            |
| 2009 | Csuang Csia-zsung Szánija Mirza            | Květa Peschke Lisa Raymond                     | 6–3, 4–6, [10–7]    |
| 2010 | Bethanie Mattek-Sands Jen Ce               | Csuang Csia-zsung Peng Suaj                    | 4–6, 6–4, [10–8]    |